# Saint-Sauveur-de-Pierrepont
Saint-Sauveur-de-Pierrepont – miejscowość i gmina we Francji, w regionie Normandia, w departamencie Manche.
Według danych na rok 1990 gminę zamieszkiwało 121 osób, a gęstość zaludnienia wynosiła 15 osób/km² (wśród 1815 gmin Dolnej Normandii Saint-Sauveur-de-Pierrepont plasuje się na 765. miejscu pod względem liczby ludności, natomiast pod względem powierzchni na miejscu 644.).